# Tienes la puerta abierta
Tienes la puerta abierta es el séptimo álbum de la banda española de rock Celtas Cortos.
Fue publicado en noviembre de 1999 por la discográfica DRO y supuso el último con material inédito en el que participó, durante su primera etapa con la banda, el que hasta entonces había sido su líder Jesús Cifuentes. 
El álbum supuso un punto de inflexión en la trayectoria de la banda ya que el mismo se hacía palpable una evolución hacia sonidos más electrónicos con la inclusión de nuevos estilos como el hip-hop o el son latino.
El grupo explica que decidió  no contar con colaboraciones, siguiendo los consejos de Suso Saiz, ya que en su anterior trabajo titulado Nos vemos en los bares contaron con la colaboración de varios músicos. De este modo, se trata de un trabajo realizado exclusivamente por los miembros de Celtas Cortos.

## Lista de canciones
1. Gente distinta (03:36)
Letra: Jesús Hernández Cifuentes. Música: Jesús Hernández Cifuentes.
2. Aprovechando (04:48)
Letra: Jesús Hernández Cifuentes. Música: Jesús Hernández Cifuentes.
3. Refugiado (05:27)
Letra: Jesús Hernández Cifuentes. Música: Jesús Hernández Cifuentes y Carlos Soto.
4. Oasis (03:35)
Letra: Jesús Hernández Cifuentes. Música: Jesús Hernández Cifuentes y Goyo Yeves.
5. A saber (03:55)
Letra: Jesús Hernández Cifuentes. Música: Jesús Hernández Cifuentes y Carlos Soto.
6. La mierda (03:28)
Letra: Jesús Hernández Cifuentes. Música: Jesús Hernández Cifuentes.
7. La importancia de los charcos (03:31)
Música: Alberto García.
8. Pajarico (02:57)
Letra: Jesús Hernández Cifuentes. Música: Jesús Hernández Cifuentes.
9. Todo es ponerse (05:04)
Letra: Jesús Hernández Cifuentes. Música: Jesús Hernández Cifuentes y Carlos Soto.
10. A estas alturas (05:12)
Letra: Jesús Hernández Cifuentes. Música: Alberto García.
11. Doctor Orfidal (03:38)
Letra: Jesús Hernández Cifuentes. Música: Jesús Hernández Cifuentes.
12. Calor humano de hierba (04:28)
Letra: Jesús Hernández Cifuentes. Música: Jesús Hernández Cifuentes.
13. La vaca naranja (03:59)
Música: Carlos Soto.
14. Mano hermana (05:00)
Letra: Jesús Hernández Cifuentes. Música: Jesús Hernández Cifuentes, Goyo Yeves, Alberto García.
15. Odio al odio (03:52)
Letra: Jesús Hernández Cifuentes. Música: Jesús Hernández Cifuentes, Goyo Yeves, Carlos Soto, Alberto García.

## Créditos
- Ingeniero de grabación y mezcla: Guillermo Quero.
- Asistente Red Led: Isidro Matamoros.
- Asistente Du Manoir: Karim Benzerzour.
- Grabado en: El Cortijo (Málaga) y Red Led (Madrid).
- Mezclado en: Red Led (Madrid) y Du Manoir (León-Francia).
- Masterizado por: Tony Cousins (Metropolis, Londres).
- Producido por: Suso Saiz.
- Gestiones: Eduardo Pérez.
- Fotografías: Jerónimo Álvarez.
- Diseño: Manuel Guio.

Músicos
- Goyo Yeves: Saxo alto, Saxo soprano, Saxo midi, Whistle.
- Carlos Soto: Flauta travesera, Flauta en sol, Flautín, Saxo soprano, Saxo barítono, Mandolina.
- Óscar García: Bajo eléctrico.
- Jesús H. Cifuentes: Guitarra eléctrica, acústica y española, Voz y Programaciones.
- Nacho Castro: Batería, Bodhram.
- Alberto García: Violín, Viola, Trombón, Theremín.
- José Sendino: Guitarra eléctrica y acústica.
- Rafael Martín Azcona: Percusiones.